# گریت گراهام
گریت گراهام (انگلیسی: Gerrit Graham؛ زادهٔ ۲۷ نوامبر ۱۹۴۹) فیلم‌نامه‌نویس و هنرپیشه اهل ایالات متحده آمریکا است. وی از سال ۱۹۶۸ میلادی تاکنون مشغول فعالیت بوده‌است.
از فیلم‌هایی که وی در آن نقش داشته است، می‌توان به آنای آشفته، تبریکات، لرزش، تق تق و راک!، مردی با یک کفش قرمز، بچه خوشگل و سلام مامان! اشاره کرد.